# Sammlung berühmter Zuihitsu
Die Sammlung berühmter Zuihitsu (jap. 日本の名随筆, Nihon no meizuihitsu) ist eine vom Sakuhin-Verlag (作品社) herausgegebene Sammlung japanischer Zuihitsu (Miszellenliteratur, auch Essay). Die Sammlung umfasst Zuihitsu bekannter Persönlichkeiten seit der Meiji-Zeit zu unterschiedlichen Themen.

## Überblick
Die Anthologie umfasst in 200 Bänden mehr als 7.000 Zuihitsu und Essays von über 2.000 Autoren. Sie besteht aus 2 Abteilungen, einem Hauptteil mit 100 Bänden, wobei im B6-Format einem Band ca. 250 Seiten entsprechen, und einem Sonderteil mit ebenfalls 100 Bänden. Der Sonderteil beinhaltet neben den Quellangaben auch ein kleines Profil jedes Autors. 
Die einzelnen Bände erschienen über einen Zeitraum von 16 Jahren und 8 Monaten, monatlich von Oktober 1982, an. Die komplette Gesamtausgabe erschien im Juni 1998. Ein Jahr später, erhielt die Redaktion des Sakusha Verlages für die Edition den Mainichi-Kulturpreis. Ein Band kostet gegenwärtig 1.800 Yen.